# Verbundkatalog Judaica
Der Verbundkatalog Judaica (VK Judaica) war ein Metakatalog, der vom Kooperativen Bibliotheksverbund Berlin-Brandenburg (KOBV) gemeinsam mit einer Initiative von Bibliotheken aus Berlin-Brandenburg aufgebaut wurde und ab Dezember 2005 zur Verfügung stand. Im VK Judaica waren mit einer Suche die Bestände der beteiligten Bibliotheken mit relevanten Judaica-Sammlungen durchsuchbar.
Mit der Veröffentlichung des Judaica-Portals Berlin-Brandenburg wurde der Verbundkatalog Judaica im Juni 2017 abgeschaltet.

## Beteiligte Bibliotheken
- Universitätsbibliothek Potsdam
- Universitätsbibliothek der Freien Universität Berlin
- Bibliothek des Abraham Geiger Kollegs
- Bibliothek des Moses Mendelssohn Zentrums für europäisch-jüdische Studien
- Bibliothek des Jüdischen Museums Berlin
- Staatsbibliothek zu Berlin - Preußischer Kulturbesitz